# Iodopleura
Iodopleura – rodzaj ptaków z podrodziny bekardów (Tityrinae) w rodzinie bekardowatych (Tityridae).

## Zasięg występowania
Rodzaj obejmuje gatunki występujące w Ameryce Południowej.

## Morfologia
Długość ciała 9,5–12 cm; masa ciała 10–20,2 g.

## Systematyka

### Etymologia
- Iodopleura: gr. ιοειδης ioeides „w kolorze fioletowym”; πλευρα pleura „strony, boki”; w aluzji do pęczku długich, jedwabistych piór koloru fioletowego znajdujących po obu stronach piersi u samca bławatka prążkowanego[5].
- Heliophalus: gr. ἡλιος hēlios „słońce”; φιλος philos „miłośnik”[6]. Gatunek typowy: Heliophalus taunaysii Descourtilz, 1854-56 (= Pardalotus pipra Lesson, 1831).

### Podział systematyczny
Do rodzaju należą następujące gatunki:
- Iodopleura pipra (Lesson, 1831) – bławatek prążkowany
- Iodopleura isabellae Parzudaki, 1847 – bławatek białobrewy
- Iodopleura fusca (Vieillot, 1817) – bławatek czarnolicy